# 国鉄ワム3500形貨車
国鉄ワム3500形貨車（こくてつワム3500がたかしゃ）は、かつて日本国有鉄道（国鉄）に在籍した有蓋貨車である。

## 概要
本形式は、1928年の車両称号規程改正により、ワム32000形を改称して生まれた形式である。
ワム32000形は、1917年（大正6年）から1926年（大正15年）にかけて、鉄道院・鉄道省が日本車輌製造、汽車製造などで11,873両（ワム32000 - ワム43872）を製作した、15 t 積み二軸車有蓋車である。
11,705両が改称により本形式（ワム3500 - ワム15232（欠番あり））となったが、国有鉄道が製造したもののほか、新潟臨港開発（ワム15233 - ワム15245）、三信鉄道（ワム15246 - ワム15255）、北海道鉄道（2代）（ワム15256 - ワム15262）、南武鉄道（ワム15263 - ワム15275）の買収編入車と、二車現存車の番号書き換えがあるため、最終番号はワム15290である。
車体は、鋼製の柱を車体外部に立て、側板として木板を横羽目としたもので、前級ワム23000形（初代。後のワム1形）とほぼ同様であるが、車軸が短軸から長軸に変更されたことが大きな違いとなっている。側面には、幅1,370 mmの荷役用片引き扉が設けられている。引き戸は、初期のものは木製であったが、後期製造車は鋼製となり、後に木製から鋼製に交換されたものもある。側板には、後年、補強として鋼板の筋交いが設けられたものが多かった。床と屋根は木製である。妻面上部には、1個の通風器が設置されている。
台枠は、前級から引き続いて鋼製である。軸ばねの支持装置は、原設計では（一段）リンク式であったが、ばねの折損事故が相次いだため、後期製造車ではシュー式にグレードダウンされた。前述のように、車軸には10 tまたは12 t長軸を使用し、最高速度は65 km/hである。
諸元については、全長7,830 mm、全幅2,430 mm、全高3,730 mm、荷室の内寸は長さ6,960 mm、幅2,300 mm、高さ2,425 mm、床面積16.0 m2、容積38.8 m3、軸距は3,960 mm、自重は8.9 tである。
1937年（昭和12年） - 1940年（昭和15年）にかけて、長軸であることから陸軍の要請によって約2,500両が標準軌に改造のうえ、中国大陸（日中戦争）に送られた。戦後は約9,000両が残存し、汎用有蓋車として全国で使用されたが、1965年（昭和40年）頃から老朽化のため本格的に廃車が始まった。経年が高いことから1968年（昭和43年）10月1日ダイヤ改正にともなう高速化（最高速度75 km/h対応）改造の対象から外され、同改正後は北海道内に封じ込めのうえ黄帯を標記し、「ロ」車として運用された。現車は1970年（昭和45年）度に姿を消したが、書類上は1983年（昭和58年）まで在籍した。

## 形式間改造

### トム25000（初代）
戦中、戦災で破損した車両は原則元の形式に復旧することになっていたが、1944年（昭和19年）10月より有蓋車は形式に応じ該当する無蓋車に復旧する方針に変更され、ワム3500の戦災車はトム25000初代（後のトラ20000改造の物とは別）に改造されて復旧されることとなった。ただし、現実にはこの変更を受けたのは数両程度である。

### ヒ300形・ヒ600形
1965年（昭和40年）に、航送用控車ヒ300形（ヒ330 - ヒ334）として本形式から5両が改造されている。また、1958年（昭和33年）からは、42両が入換用のヒ600形（ヒ649 - ヒ687、ヒ693 - ヒ695）に改造されている。

### サ100形
サ100形は、事業用となっていたワム3500形3両を1953年（昭和28年）の称号規程改正の際に、正式に工作車に区分類別（サ100-サ102）したものである。その後1955年（昭和30年度）より7両（サ103-サ109）が、同じくワム3500形より追加改造され合計10両（サ100-サ109）が本形式となった。改造より早くも5年後の1958年（昭和33年）から廃車が始まり、1972年（昭和47年）に形式消滅した。
| 改造後 | 改造前    | 改造後 配置局 |  | 改造後 | 改造前    | 改造後 配置局 |
| サ100  | ワム5246  | 鹿児島        |  | サ105  | ワム4489  | 仙台          |
| サ101  | ワム7454  | 仙台          |  | サ106  |           |               |
| サ102  | ワム7631  | 仙台          |  | サ107  | ワム13132 | 長野          |
| サ103  | ワム11539 | 大分          |  | サ108  |           |               |
| サ104  |           |               |  | サ109  |           |               |

### エ500形
エ500形は、事業用となっていたワム3500形36両を1953年（昭和28年）の称号規程改正の際に、正式に救援車に区分類別（エ500 - エ535）したものである。その後、92両（エ536 - エ627）が追加改造され、最終的に128両（エ500 - エ627）が本形式となったが、1973年（昭和48年）に形式消滅した。
| 改造後 | 改造前    | 改造後 配置局 |  | 改造後 | 改造前 | 改造後 配置局 |  | 改造後 | 改造前 | 改造後 配置局 |
| エ500  | ワム5117  | 東京          |  | エ544  |        |               |  | エ588  |        |               |
| エ501  | ワム5508  | 四国          |  | エ545  |        |               |  | エ589  |        |               |
| エ502  | ワム5577  | 広島          |  | エ546  |        |               |  | エ590  |        |               |
| エ503  | ワム5626  | 新潟          |  | エ547  |        |               |  | エ591  |        |               |
| エ504  | ワム5678  | 新潟          |  | エ548  |        |               |  | エ592  |        |               |
| エ505  | ワム5958  | 広島          |  | エ549  |        |               |  | エ593  |        |               |
| エ506  | ワム6065  | 秋田          |  | エ550  |        |               |  | エ594  |        |               |
| エ507  | ワム6150  | 岡山          |  | エ551  |        |               |  | エ595  |        |               |
| エ508  | ワム6184  | 仙台          |  | エ552  |        |               |  | エ596  |        |               |
| エ509  | ワム6272  | 旭川          |  | エ553  |        |               |  | エ597  |        |               |
| エ510  | ワム6319  | 盛岡          |  | エ554  |        |               |  | エ598  |        |               |
| エ511  | ワム6348  | 東京          |  | エ555  |        |               |  | エ599  |        |               |
| エ512  | ワム6438  | 仙台          |  | エ556  |        |               |  | エ600  |        |               |
| エ513  | ワム6504  | 広島          |  | エ557  |        |               |  | エ601  |        |               |
| エ514  | ワム6603  | 広島          |  | エ558  |        |               |  | エ602  |        |               |
| エ515  | ワム6756  | 新潟          |  | エ559  |        |               |  | エ603  |        |               |
| エ516  | ワム6762  | 盛岡          |  | エ560  |        |               |  | エ604  |        |               |
| エ517  | ワム6828  | 鹿児島        |  | エ561  |        |               |  | エ605  |        |               |
| エ518  | ワム7110  | 高崎          |  | エ562  |        |               |  | エ606  |        |               |
| エ519  | ワム7131  | 四国          |  | エ563  |        |               |  | エ607  |        |               |
| エ520  | ワム7286  | 門司          |  | エ564  |        |               |  | エ608  |        |               |
| エ521  | ワム7555  | 秋田          |  | エ565  |        |               |  | エ609  |        |               |
| エ522  | ワム7575  | 新潟          |  | エ566  |        |               |  | エ610  |        |               |
| エ523  | ワム7826  | 大阪          |  | エ567  |        |               |  | エ611  |        |               |
| エ524  | ワム7888  | 盛岡          |  | エ568  |        |               |  | エ612  |        |               |
| エ525  | ワム8097  | 広島          |  | エ569  |        |               |  | エ613  |        |               |
| エ526  | ワム8141  | 新潟          |  | エ570  |        |               |  | エ614  |        |               |
| エ527  | ワム8227  | 広島          |  | エ571  |        |               |  | エ615  |        |               |
| エ528  | ワム8297  | 広島          |  | エ572  |        |               |  | エ616  |        |               |
| エ529  | ワム8373  | 秋田          |  | エ573  |        |               |  | エ617  |        |               |
| エ530  | ワム8421  | 釧路          |  | エ574  |        |               |  | エ618  |        |               |
| エ531  | ワム8540  | 札幌          |  | エ575  |        |               |  | エ619  |        |               |
| エ532  | ワム8837  | 釧路          |  | エ576  |        |               |  | エ620  |        |               |
| エ533  | ワム9051  | 広島          |  | エ577  |        |               |  | エ621  |        |               |
| エ534  | ワム9059  | 広島          |  | エ578  |        |               |  | エ622  |        |               |
| エ535  | ワム14043 | 札幌          |  | エ579  |        |               |  | エ623  |        |               |
| エ536  |           |               |  | エ580  |        |               |  | エ624  |        |               |
| エ537  |           |               |  | エ581  |        |               |  | エ625  |        |               |
| エ538  |           |               |  | エ582  |        |               |  | エ626  |        |               |
| エ539  |           |               |  | エ583  |        |               |  | エ627  |        |               |
| エ540  |           |               |  | エ584  |        |               |  |        |        |               |
| エ541  |           |               |  | エ585  |        |               |  |        |        |               |
| エ542  |           |               |  | エ586  |        |               |  |        |        |               |
| エ543  |           |               |  | エ587  |        |               |  |        |        |               |

### スム4500形
昭和30年度貨車更新修繕（1955年（昭和30年）6月22日通達）により、新小岩工場にて60両、幡生工場にて40両、及び昭和31年度貨車更新修繕（1956年（昭和31年）7月13日通達）により、幡生工場にて100両の合計200両が、有蓋車の雨漏り防止と鉄製有蓋車の代用とするため、側板を2.3 mm 厚鋼板に更新し、鉄側有蓋車スム4500形（スム4500-スム4699）に改造された。車体高はワム3500形そのままであるため、側妻板の板厚の減少と相まって容積は、1.2 m3もスム1形より大きくなっている。足回りは種車のままで、1968年（昭和43年）10月1日ダイヤ改正では「ロ」車とされ、北海道内に封じ込まれた。廃車は1965年（昭和40年）度から始まり、形式消滅は1971年（昭和46年）度であった。

### カム1形
1962年（昭和37年）に家畜車の不足を補うため、昭和37年度貨車整備工事改造 （1962年（昭和37年）8月8日 総裁達第350号）によりワム3500形から250両（土崎工場にて30両、大宮工場にて40両、長野工場にて40両、後藤工場にて40両、鹿児島工場にて100両）が改造されたのがカム1形（カム1-カム250）である。改造は、側板を透かし張りとし、牛をつなぐ鉄棒を設けた程度の簡単なものであった。閑散期に一般の有蓋車として使用するため、「ワカム」と称した。しかし、荷重15 t でありながら、荷重12 t のカ3000形よりも積載頭数が少なかったため荷主に嫌われ、1968年（昭和43年）度までに全車廃車となった。

## 類型車

### 北恵那鉄道ワム301形
北恵那鉄道ワム301形は、同線の開業用として1924年（大正13年）11月に3両（ワム301-ワム303）が日本車輌製造で製造された類型車である。ブレーキシリンダーを持たなかったが、1963年（昭和38年）10月まで国鉄直通車として使用された。その後は社線内の荷物車代用として1978年（昭和53年）の廃線まで電動車の後付けで運用された。

### 渡島海岸鉄道ワム1形
渡島海岸鉄道ワム1形は、同線の開業用として1927年（昭和2年）12月に3両（ワム1-ワム3）が岩崎レール商会で製造された同形車である。同鉄道では、当形式に車掌室を設置した14t積みのワブ1形も2両製造されている。1945年（昭和20年）の廃線後は、西武鉄道および駿豆鉄道に譲渡された。

### 羽幌炭礦鉄道ワム200形
羽幌炭礦鉄道ワム200形は、同線の開業用として1942年（昭和17年）3月に1両（ワム201）が鉄道省苗穂工場で製造された類型車である。1943年（昭和18年）11月に入籍（竣功認可）された。社線内の貨物・荷物輸送に、1970年（昭和45年）の廃線まで使用された。

## 譲渡
1949年（昭和24年）1月に3両（ワム15241, ワム15258, ワム15261）、1951年（昭和26年）2月に2両（ワム4756, ワム4887）が三井芦別鉄道に譲渡され、ワム3500形（ワム4-ワム8）となった。このうちワム5は1951年7月にワフ100形（ワフ6）に改造され、ワム2, ワム4, ワム6は1962年（昭和37年）3月に廃車となった。ワフ6も同日に廃車となっている。
1954年には1両が西武鉄道に払い下げられワム103になった。
1960年（昭和35年）に、1両（ワム5014）が、同年発足した陸上自衛隊第101建設隊の訓練用として譲渡された。小岩駅常備となり、車両解結訓練のほか、作業時の授業や休憩用にも使用された。
1962年（昭和37年）1月に、1両（ワム5860）が、小坂鉄道に譲渡されてワム3500形（ワム200）となり、花岡線で使用された。
1962年（昭和37年）10月に、1両（ワム5141）が、南部縦貫鉄道の開業用として譲渡され、ワム11となった。1977年（昭和52年）度に廃車となっている。
1963年（昭和38年）8月12日に、3両（ワム6231, ワム10758, ワム14039）が留萠鉄道に譲渡されている。これらは間もなく、それぞれワフ3302、ト1、ト2に改造され、廃線まで使用された。
ワム14456が京葉臨海鉄道に譲渡されている。この車両は、救援用として長く在籍していた。

## 保存車
JR西日本社員研修センターに保存されていたワム7055が、2016年に開館した京都鉄道博物館に収蔵された。